# Goh Chok Tong
Goh Chok Tong (in cinese 吴作栋; Singapore, 20 maggio 1941) è un politico singaporiano.
È stato Primo ministro di Singapore dal novembre 1990 all'agosto 2004, succedendo a Lee Kuan Yew. Dal novembre 1992 al dicembre 2004 è stato Segretario generale del Partito d'Azione Popolare.
Inoltre ha ricoperto altre cariche: Ministro delle finanze (1977-1979), Ministro del commercio e dei trasporti (1979-1981), Ministro della salute (1981-1982), Ministro della difesa (1982-1991), Vice-Primo ministro (1985-1990).